# Lagarostrobos franklinii
Lagarostrobos franklinii is een soort conifeer, die voorkomt in het zuidwesten van Tasmanië. Het is de enige soort uit het geslacht Lagarostrobos. 
L. franklinii is een langzaam groeiende plant. De plant kan tot 2000 jaar oud en 10 tot 20 meter hoog worden. De bladeren zijn erg klein en schubachtig, met een lengte van 1 tot 3 millimeter. 
De boom is tweehuizig; mannelijke (stuifmeel) en vrouwelijke (zaden) kegels zitten op aparte planten. De mannelijk kegels zijn geel, 5 tot 8 millimeter lang, en 1 tot 2 millimeter breed. De zaadkegels lijken op bessen en rijpen binnen 6 tot 8 maanden. 
Het hout van L. franklinii was lange tijd erg geliefd vanwege de gele kleur en natuurlijke oliën die rotting tegengingen. De grote houtkap gecombineerd met het feit dat de plant maar langzaam groeit, heeft ertoe geleid dat er tegenwoordig minder dan 105 vierkante kilometer aan bos over is. L. franklinii heeft nu een beschermde status binnen de Tasmaanse wildernis; een werelderfgoed.